# ズレてる方がいい
「ズレてる方がいい」（ズレてるほうがいい）は、日本のロックバンド、エレファントカシマシのシングル。2012年10月31日に発売された。表題曲はタイアップとして同年11月2日に公開された映画『のぼうの城』の主題歌。

## 内容
初回、通常と2タイプリリースとなり、共に3曲目とジャケットが異なる仕様となっている。初回版にはミュージック・ビデオとメイキングを収録したDVDが付属する。通常版には3曲目にタイトル曲の弾き語りバージョンが収録されている。
ミュージック・ビデオ監督を『のぼうの城』監督の犬童一心と樋口真嗣が務めた。映画のロケ地である北海道苫小牧市にて収録された。

## 収録曲

### 初回限定盤
1. ズレてる方がいい
（作詞・作曲：宮本浩次 / 編曲：宮本浩次 & 蔦谷好位置 / ストリングスアレンジ：蔦谷好位置）
  - 東宝 / アスミック・エース配給映画『のぼうの城』主題歌
2. 涙を流す男
（作詞・作曲・編曲：宮本浩次 / コアレンジ：藤井謙二）
3. ズレてる方がいい (Instrumental)
4. 涙を流す男 (Instrumental)

#### 付属DVD
1. ズレてる方がいい -Music Video-
2. ズレてる方がいい -メイキング-

### 通常盤
同一曲についてはクレジット表記は省略。
1. ズレてる方がいい
2. 涙を流す男
3. ズレてる方がいい (弾き語り20120930ver.)
4. ズレてる方がいい (Instrumental)
5. 涙を流す男 (Instrumental)